# PGC 1667882
LEDA/PGC 1667882 ist eine Galaxie im Sternbild Andromeda am Nordsternhimmel. Sie ist schätzungsweise 277 Millionen Lichtjahre von der Milchstraße entfernt und hat einen Durchmesser von etwa 40.000 Lichtjahren. Vom Sonnensystem aus entfernt sich das Objekt mit einer errechneten Radialgeschwindigkeit von näherungsweise 6.000 Kilometern pro Sekunde.

## Galaktisches Umfeld
| Nr. | Galaxie          | Alternativname          | Rek           | Dek           | Distanz/asec |
| --- | ---------------- | ----------------------- | ------------- | ------------- | ------------ |
| →   | LEDA/PGC 1667882 | NSA 126743              | 00h21m10.07s  | +22d19m40.3s  | 0            |
| 1   | NGC 80           | LEDA/PGC 1351           | 00h21m10.85s  | +22d21m25.9s  | 103.02       |
| 2   | LEDA/PGC 1668790 | NSA 126742              | 00h21m08.28s  | +22d22m39.9s  | 180.55       |
| 3   | NGC 81           | LEDA/PGC 1352           | 00h21m13.266s | +22d22m58.43s | 199.99       |
| 4   | LEDA/PGC 1668596 | NSA 126731              | 00h20m54.736s | +22d22m01.53s | 254.99       |
| 5   | LEDA/PGC 1666503 | NSA 126747              | 00h21m12.792s | +22d15m21.34s | 264.56       |
| 6   | NGC 83           | LEDA/PGC 1371           | 00h21m22.40s  | +22d26m01.0s  | 414.18       |
| 7   | LEDA/PGC 1396    | NSA 126777              | 00h21m42.360s | +22d18m39.20s | 450.96       |
| 8   | LEDA/PGC 1665937 | NSA 126723              | 00h20m47.02s  | +22d13m30.9s  | 491.93       |
| 9   | LEDA/PGC 1667991 | 2MASX J00214701+2219591 | 00h21m47.02s  | +22d19m59.4s  | 512.34       |
| 10  | LEDA/PGC 3089726 | NSA 126782              | 00h21m48.348s | +22d18m05.44s | 538.37       |
| 11  | NGC 90           | LEDA/PGC 1405           | 00h21m51.40s  | +22d24m00.0s  | 626.33       |
| 12  | LEDA/PGC 1666918 | NSA 126792              | 00h21m55.88s  | +22d16m35.5s  | 661.06       |
| 13  | IC 1546          | LEDA/PGC 1382           | 00h21m29.03s  | +22d30m21.1s  | 689.41       |
| 14  | NGC 85           | LEDA/PGC 1375           | 00h21m25.526s | +22d30m42.40s | 692.76       |
| 15  | NGC 93           | LEDA/PGC 1412           | 00h22m03.23s  | +22d24m29.1s  | 789.27       |